# Coroados
Coroados är en kommun i Brasilien.   Den ligger i delstaten São Paulo, i den södra delen av landet, 700 km söder om huvudstaden Brasília. Antalet invånare är 5 238. Arean är 247 kvadratkilometer.
Terrängen i Coroados är platt.
Omgivningarna runt Coroados är en mosaik av jordbruksmark och naturlig växtlighet. Runt Coroados är det glesbefolkat, med 18 invånare per kvadratkilometer.